# 孙梦泉
孙梦泉，女，中国大陆演员、导演。原为中国广播电视剧团的演员，曾出演《红楼梦》中的李纨，此外在《康熙微服私访记》、《铁齿铜牙纪晓岚》中也多有演出。
　　

## 电视剧
- 《基因之战》 (兼任副导演)
- 《双龙会》 (兼任副导演)导演：沈怡
- 《沉浮》 (兼任统筹) 导演：王瑞
- 《尚方宝剑》 (兼任统筹、副导演)  导演：李翰涛
- 《省长的一家》饰演女主角 导演：刘立立
- 《弯弯的眼泪》饰演女主角 导演：王新
- 1987年《红楼梦》饰李纨
- 1991年《三国演义》(担任副导演)
- 1997年《东周列国春秋篇》饰莫邪
- 1999年《康熙微服私访记2》(兼任统筹、副导演) 导演：张国立
- 1999年《财神到》(兼任统筹、副导演)导演：李森
- 2000年《康熙微服私访记3》(兼任统筹、副导演)导演：张国立、孙树培
- 2000年《京城大状师》饰大姨太 导演：邓衍成
- 2000年《三少爷的剑》饰苗大娘 导演：靳德茂
- 2001年《铁齿铜牙纪晓岚1》饰陶三姑 (兼任副导演) 总导演：刘家成
- 2002年《我这一辈子》饰大妹妈(兼任统筹、副导演)导演：张国立
- 2002年《爱情宝典之卖油郎》饰冯婶(兼任统筹、副导演)导演：朱德成
- 2002年《康熙微服私访记4》(兼任统筹、副导演)导演：张国立
- 2002年《铁齿铜牙纪晓岚2》副导演 总导演：刘家成
- 2003年《布衣知县梵如花》饰梦云妈(兼任统筹、副导演) 导演：张国立、朱克荣
- 2004年《宋莲生坐堂》演员(兼任副导演)导演：张国立、罗长安
- 2005年《龙非龙凤非凤》饰朱妈妈(兼任副导演)导演：丁仰国
- 2005年《济公新传》饰黄母(兼任副导演)导演：张国立、罗长安
- 2006年《特殊使命》饰王妈(兼任副导演)导演：严小追
- 2006年《梅艳芳菲》饰刘母(兼任副导演)
- 2007年《市委书记》饰薛大娘
- 2008年《胭脂雪》饰方嫂
- 2009年《铁齿铜牙纪晓岚4》副导演(兼饰张妈)
- 2010年《茶馆》常四奶奶
- 2011年《先结婚后恋爱》饰腾母
- 2017年《河神》饰胡嬸

## 电影
- 《太监秘史》 饰演男主角的母亲 导演：李欣
- 1993年《倚天屠龍記之魔教教主》饰灭绝师太

## 电视电影
- 《绝爱》饰文母 导演：高林豹
- 《玫瑰花开》饰荷兰华侨(兼统筹) 导演：王琪